# Johann Thal (Pfarrer)
Johann Thal, auch Johann Thal der Ältere, latinisiert Johannes Thalius, (* 1498 in Ottenhausen; † 1551 in Erfurt) war einer der ersten deutschen evangelischen Pfarrer.

## Leben und Wirken
Er stammte aus dem bei Weißensee in Thüringen gelegenen Ottenhausen, wo seine Mutter Margaretha später Äbtissin des dortigen Benediktinerinnenklosters war. Bereits vor dem Jahre 1525 ist er als römisch-katholischer Vikar in Großenehrich nachweisbar. Dort war er der erste im Amt Clingen, der mit der Einführung der Reformation begann. Er wurde daraufhin von Herzog Georg von Sachsen in Haft genommen und zu seiner Schmach auf einem Esel in die Amtsstadt Sangerhausen ins Gefängnis gebracht, wo er längere Zeit in Haft saß.
1528 übernahm Johann Thal das Vikaramt an der Marktkapelle St. Agneta in Greußen, wo er bis 1536 auch als Kanonikus wirkte. Ab 1532 erhielt er dafür 20 Gulden vom dortigen Rat der Stadt.
1536 erfolgte auf Empfehlung Martin Luthers seine Berufung zum evangelischen Oberpfarrer der Kaufmannskirche in Erfurt. Dort wirkte er bis zu seinem Tode im Jahre 1551.
Anlässlich seiner Beerdigung erschien eine Leichenpredigt, die erst im Jahre 1598 von Erasmus Rothmaler in Jena in Druck herausgegeben wurde.

## Familie
Johann Thal war dreimal verheiratet. Seine erste Frau starb im Mai 1525. In zweiter Ehe heiratete er 1526 eine aus dem Bistum Bremen stammende Nonne mit dem Namen Hummel, die 1540 starb. Seine letzte Ehe ging er 1541 mit der damals 21-jährigen Margaretha aus Linderbach bei Erfurt ein, die ihn um viele Jahrzehnte bis 1597 überlebte.
Aus seiner dritten Ehe gingen acht Kinder hervor, darunter drei Söhne, von denen der Botaniker Johann Thal der bekannteste Sohn ist. Sein Sohn Daniel Thal wurde Professor für hebräische Sprachen und der jüngste Sohn Wendelin promovierte und wurde Stadtphysikus in der Reichsstadt Nordhausen.